# Krister Granbom
Krister Granbom est un joueur de football suédois né le 9 avril 1941 à Perstorp, en Scanie. Il évoluait au poste d'attaquant.

## Biographie

### Carrière en club
Originaire de Perstorp, Bo Krister Granbom débute dans l'équipe locale, le Perstorps SK (sv), avant de rejoindre le Hälsingborgs IF en 1962. Durant la saison 1964, il inscrit 22 des 42 buts de son club et termine meilleur buteur du championnat devant Ove Kindvall. Malgré cela, il ne parvient pas à se faire une place en sélection nationale face à des joueurs comme Rune Börjesson ou Agne Simonsson. 
Granbom rejoint l'IFK Göteborg en 1965, puis termine sa carrière dans un petit club de Göteborg, le Skogens IF (sv).